# Max Ethe
Max Ethe (* 14. November 1873 in Magdeburg; † 27. Juli 1956 in Bremen) war ein deutscher Tischler und Bremer Politiker (SPD).

## Biografie
Ethe erlernte den Beruf eines Tischlers. Von 1906 bis 1911 war er Vorsitzender der Filiale des Holzarbeiterverbands und Vorstandsmitglied des Gewerkschaftskartells in Magdeburg. Er war von 1905 bis 1911 Versichertenvertreter bei der Norddeutschen Holz-Berufsgenossenschaft. Von 1911 bis 1914 wirkte er als Angestellter des Holzarbeiterverbands in Geringswalde in Sachsen. Im Ersten Weltkrieg diente er als Soldat. In den 1920er Jahren arbeitete er als Berufsberater im Arbeitsamt Bremen. 
Politik
Er wurde Mitglied der SPD und war von 1924 bis 1933 Mitglied der Bremischen Bürgerschaft. 